# Uzovské Pekľany
Uzovské Pekľany (węg. Úszpeklény) – wieś (obec) na Słowacji, w kraju preszowskim, w powiecie Sabinov. Pierwsza pisemna wzmianka o miejscowości pochodzi z roku 1337.